# Темна конячка (фільм)
«Вже не діти» —стрічка, знята 2011 року.

## Зміст
Головний герой, попри солідний вік, має дитячі захоплення. Коли він вирішує одружитися, то обирає таку ж специфічну обраницю. І цим двом екстравагантним особистостям доведеться пройти серйозну перевірку на готовність до спільного життя.

## Ролі
| Актор           | Роль |
| --------------- | ---- |
| Джордан Гелбер  | -    |
| Сельма Блер     | -    |
| Міа Ферроу      | -    |
| Джастін Барта   | -    |
| Донна Мерфі     | -    |
| Крістофер Вокен | -    |
| Закарі Бут      | -    |
| Аасіф Мандві    | -    |
| Тайлер Мейнард  | -    |
| Пітер МакРоббі  | -    |

## Знімальна група
- Режисер — Тодд Солондз
- Сценарист — Тодд Солондз
- Продюсер — Тед Хоуп, Деррік Тсенг, Рафаель Муноз